# Shinehead
Shinehead, właśc. Edmund Carl Aiken (ur. 10 kwietnia 1962 w Kent) – jamajski wokalista, wykonawca muzyki reggae i dancehall, raper.

## Dyskografia
- 1986: Rough & Rugged
- 1988: Unity
- 1990: The Real Rock
- 1992: Sidewalk University
- 1994: Troddin´
- 2002: Praises